# Cheyne Fowler
Cheyne Fowler (Città del Capo, 8 marzo 1982) è un ex calciatore sudafricano, di ruolo difensore.

## Palmarès
- Campionato finlandese: 3

Haka: 2004
HJK: 2009, 2010